# Il villaggio del brivido
Il villaggio del brivido (Fright Camp) è il settantesimo libro della serie horror per ragazzi Piccoli brividi, scritta da R. L. Stine.
Assieme a Sfide mortali e a Il re dell'orrore questo è l'unico romanzo della Serie 2000 a non contenere eventi paranormali.

## Trama
I due fratelli Andrew e Tyler Herman, rispettivamente di dodici e dieci anni, adorano i film di R.B. Farraday e il loro preferito è La caverna da cui non si torna. Durante l'inverno, il padre torna con un volantino del parco basato sulle storie dei film di Farraday, il "Villaggio Estivo del Brivido". A luglio i due fratelli partono e fanno conoscenza con Meredith e Elizabeth Friedman, due sorelle come loro grandi appassionate dei film di R.B. Farraday. Durante il tragitto, si vede la ricreazione di una scena di uno dei trentacinque film. I quattro arrivano nel campo e Tyler e Andrew finiscono nel bungalow numero tre assieme a Jack Harding e Chris Kretschmer.

Durante la cena, un omone grande e grosso con una cicatrice viola sulla fronte, di nome Alonso, lega le mani di tutti con dei cavi elettrici e fa entrare Farraday; subito dopo Alonso dà una grande scossa elettrica a Chris che va in infermeria, mentre Farraday fa entrare un gigantesco gorilla di nome Rocko che, inavvertitamente, fugge dalla gabbia e semina il panico nella sala, prima di venire narcotizzato da una freccetta sparata da uno degli assistenti. Jack, Tyler e Andrew sono sbalorditi e spaventati e cominciano a credere che ci sia qualcosa di strano nel villaggio. Il giorno dopo Chris ritorna e tutti vanno sulle montagne russe: ai comandi c'è Duffy, un omone muscoloso e sicuro di sé. Azionata la macchina, se ne va incredibilmente mentre i ragazzi si trovano sui vagoncini dell'attrazione che stanno andando troppo velocemente, in un ciclo senza fine. Duffy però torna subito dopo e spegne tutto, salvando le vite ai ragazzi. Il giorno dopo, tutti vanno al Lago degli Zombie, e mentre Andrew nuota si ritrova la gamba afferrata da uno zombie...con la faccia di Jack! Il protagonista fugge terrorizzato chiedendo aiuto ai suoi amici e nota con orrore l'inquietante presenza di telecamere poste in ogni angolo del villaggio. La sera Andrew e i suoi amici decidono di tornare a casa e Jack chiama sua madre, dopo che la direzione ha tolto ai ragazzi le scarpe, impedendo loro di fuggire. L'indomani la madre di Jack arriva ma viene inghiottita dalle sabbie mobili! Quando Andrew si accorge che la situazione è ormai fuori controllo, cerca di chiedere aiuto a Farraday ma scopre che questi è fuggito via, proprio nel momento in cui Alonso lo prende e lo getta in un pozzo assieme ai suoi amici.

Lì, in preda al panico, i ragazzi vedono le luci accendersi e si ritrovano circondati da Farraday, Alonso e gli altri assistenti. Era tutta una messinscena organizzata da Farraday per spaventare i ragazzi; infatti Chris e Jack erano attori, come la madre di Jack mentre Alonso in realtà è Ned Farraday, il fratello di R.B. Farraday. Questi rivela ai ragazzi, furibondi, che aveva installato telecamere dappertutto per realizzare un film-documentario in cui rappresentare il vero orrore senza che esso fosse una finzione. Andrew e i suoi amici si vendicano facendo uno scherzo ai fratelli Farraday, facendogli credere che Tyler ed Elizabeth sono scappati, ma tutti rimangono bloccati nella "Caverna da cui non si torna", la quale è piena di vespe e calabroni. Ma si rivela essere un altro scherzo di Farraday: il ronzio minaccioso degli insetti era stato riprodotto tramite un altoparlante. A questo punto il regista, sorridente, avverte i ragazzi che il terrore vero deve ancora arrivare, dato che dovranno passare altre due settimane in sua compagnia nel villaggio.

## Personaggi
- Andrew Herman: il protagonista della storia, amante dei film horror di R.B. Farraday.
- Tyler Herman: fratello del protagonista, anche lui appassionato dei film di Farraday.
- Meredith Friedman: una ragazza iscritta al campeggio insieme a Andrew e Tyler.
- Elizabeth Friedman: sorella di Meredith, anch'ella è iscritta al campeggio.
- Chris Kretschmer: uno dei ragazzi che Andrew e Tyler conoscono al campeggio.
- Jack Harding: uno dei ragazzi che Andrew e Tyler conoscono al campeggio.
- R.B. Farraday: un famoso regista di film horror e proprietario del "Villaggio Estivo del Brivido". Crede che il vero orrore vada al di là della finzione dei film.
- Alonso/Ned Farraday: un omone grande e grosso con una cicatrice viola sulla fronte. Si rivela essere il fratello di R.B. Farraday, Ned.
- Duffy: un uomo di statura grossa che gestisce le montagne russe del parco.

## Edizioni
- R. L. Stine, Il villaggio del brivido, traduzione di Cristina Scalabrini, collana Piccoli brividi, Arnoldo Mondadori Editore, 2000,  p. 157, ISBN 88-044798-68.